# عشترا
عشترا یا تل عشترا، محلی و منطقه‌ای تاریخی در کشور سوریه و استان درعا است که در نزدیکی مرز اردن و اسرائیل واقع شده‌است.